# ديك سميث (لاعب كرة قدم أمريكية أمريكي)
ديك سميث (بالإنجليزية: Dick Smith)‏ هو لاعب كرة قدم أمريكية أمريكي، (ولد في روكفورد في الولايات المتحدة 1915  م).